# تعرق ملون
تعرق ملون (بالإنجليزية: chromhidrosis)) هي حالة نادرة تتميز بإفراز عرق متلون. تنشأ تلك الحالة نتيجة ترسب الليبوفيوسين في الغدد العرقية. غالبا ما تصيب الغدد العرقية المفترزة خاصة تلك الموجودة في الوجه وتحت الإبطين. توجد خيارات علاج محدودة، منها الدهن الوضعي لكريم الكابسيسين أو باستعمال البوتوكس لضمان التحسن لفترة أطول. الصبغات الكروموجينية التي تفرزها البكتيريا وبخاصة البكتيريا الوتدية قد تلعب دورا في تلك الحالة ولكن الدور الدقيق مازال يتطلب توضيحاً ميكروبيولوجياً. التعرق الملون من الغدد العرقية الناتحة نادرٌ حصوله وغالباً ما يحدث بعد تناول أنواع معينة من الصبغات أو الأدوية.